# 串田高幸
串田 高幸（くしだ たかゆき）は、東京工科大学コンピュータサイエンス学部教授。専門分野は、クラウド・分散コンピューティング・システム管理・ネットワーク。博士（ソフトウェア情報学）。

## 略歴
- 1985年 豊橋技術科学大学卒業
- 1985年 日本アイ・ビー・エム入社
- 2005年 - 2006年 米国ニューヨーク州 IBM T. J. Watson Research Center 研究戦略スタッフ
- 2012年 - 2014年 インド・バンガロール IBM Global Technology Services プリンシパル・アーキテクト
- 2019年 東京工科大学 コンピュータサイエンス学部 コンピュータサイエンス学科 教授